# Konak Belediye
Konak Belediye est un ancien club turc de volley-ball basé à İzmir qui a fonctionné de 1987 à 2014.

## Historique
Le club a été fondé en 1987 et a disparu en 2014.

## Effectifs

### Saison 2013-2014
Entraîneur : Aykut Lale  Turquie